# Віктор Фаст
Віктор Фаст (швед. Viktor Fasth; 8 серпня 1982, м. Калікс, Швеція) — шведський хокеїст, воротар. Виступає за ЦСКА (Москва) (КХЛ).
Вихованець хокейної школи ХК «Венерсборгс». Виступав за «Векше Лейкерс», АІК (Стокгольм), «Анагайм Дакс», «Едмонтон Ойлерс».
У складі національної збірної Швеції учасник чемпіонатів світу 2011 і 2012 (13 матчів). 
Досягнення
- Срібний призер чемпіонату світу (2011)
- Володар Трофея Гонкена (2011).
- Чемпіон світу в складі національної збірної Швеції 2017.